# Ґраби (Великопольське воєводство)
Ґраби (пол. Graby, нім. Louisenwalde) — село в Польщі, у гміні Чернеєво Гнезненського повіту Великопольського воєводства.
Населення — 180 осіб (2011).
У 1975-1998 роках село належало до Познанського воєводства.

## Демографія
Демографічна структура станом на 31 березня 2011 року:
|          | Загалом | Допрацездатний вік | Працездатний вік | Постпрацездатний вік |
| -------- | ------- | ------------------ | ---------------- | -------------------- |
| Чоловіки | 93      | 22                 | 58               | 13                   |
| Жінки    | 87      | 26                 | 46               | 15                   |
| Разом    | 180     | 48                 | 104              | 28                   |